# Dysauxes herthina
Dysauxes herthina là một loài bướm đêm thuộc phân họ Arctiinae, họ Erebidae.